# Cray X-MP
Cray X-MP — суперкомпьютер, разработанный, построенный и продаваемый компанией Cray Research. О нём было объявлено в апреле 1982 года как о «доведённом до ума» преемнике Cray-1 1975 года. Cray X-MP был быстрейшим компьютером в мире с 1983 по 1985 год. Ведущим разработчиком был Стив Чен.

## Описание

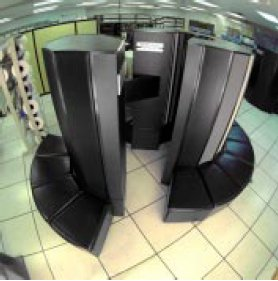
Cray X-MP в исследовательском центре NASA

Cray X-MP — параллельный векторный мультипроцессорный компьютер (PVP/SMP). Главным улучшением Cray X-MP по сравнению с Cray-1 было использование параллельно нескольких векторных процессоров от Cray-1 с общей памятью. Это был первый подобный компьютер от Cray, имеющий по паре процессоров на общей магистрали адреса/данных. Процессоры Cray X-MP имели длительность периода тактового сигнала 9,5 нс (105 МГц), по сравнению с 12,5 нс у Cray-1A, а элементной базой являлись монолитные массивы логических вентилей, изготовленные по технологии ЭСЛ, содержащие по 16 вентилей каждый.
Архитектура процессора Cray X-MP была весьма схожа с архитектурой Cray-1, но имела ускоренный обмен с ОЗУ, так как в ОЗУ было два независимых порта для чтения и один для записи, был также ускорен механизм последовательных обращений.
Каждый процессор имел теоретическую вычислительную мощность 200 Мфлопс и пиковую 400 Мфлопс.
Вначале Cray X-MP снабжался ОЗУ на 2 млн 64-битовых слов, хранящихся в 16 банках. По сравнению с Cray-1A пропускная способность ОЗУ была значительно увеличена, так как ОЗУ имело два порта для чтения, один для записи и ещё один для обслуживания подсистемы ввода-вывода. Основное ОЗУ было выполнено на биполярных микросхемах ёмкостью по 4 кбит и имело обозначение Cray-1M. Некоторые выпускавшиеся компьютеры этого типа снабжались статической памятью на КМОП, при этом название компьютера изменялось на Cray X-MP/1s. В этих компьютерах был впервые применён порт UNIX, разработанный компанией Cray Research.
В 1984 году Cray Research анонсировала улучшенную модель Cray X-MP с одним (Cray X-MP/1), двумя (Cray X-MP/2) и 4 процессорами (Cray X-MP/4) с ОЗУ 4 и 8 млн слов. Самая производительная система X-MP/48 имела 4 процессора и память 8 млн слов. Её теоретическая пиковая производительность превышала 800 Мфлопс. Процессор этих моделей поддерживал векторную адресацию ОЗУ (чтение/модификация/запись в одном такте) и мог максимально адресовать до 16 млн слов в ОЗУ. Память выполнялась как на биполярных, так и на МОП-транзисторных чипах.
Сначала, системы работали под управлением ОС собственной разработки Cray, Cray Operating System (COS), совместимой по объектному коду с ОС Cray-1. Затем, эта ОС была заменена дочерней ОС, сначала названной CX-OS, — и, окончательно, UniCOS, работавшей под оболочкой пользовательских ОС. Окончательно UniCOS стала основной ОС с 1986 года. Но Министерство энергетики США продолжало использовать ОС с разделением времени Cray Time Sharing System. Более детально (язык, компилятор, ассемблер, ОС и применения) описаны в статье Cray-1, раздел ПО, так как эти ОС почти совместимы.

## Линейка с улучшенной архитектурой
В 1986 году Cray Research объявила о выпуске Cray X-MP с улучшенной архитектурой (Extended Architecture или Cray X-MP/EA), с длительностью тактового цикла 8,5 нс (тактовой частотой 117 МГц) на чипах матриц макроячеек и массивах логических вентилей. В этих улучшенных моделях применялись 32-битовые регистры A и B и 32-битовая адресная арифметика, с теоретической возможностью адресации до 2 млрд слов. В максимальной конфигурации компьютеры поставлялись с ОЗУ на 64 млн слов, организованное в 64 банка. Также поддерживалась и 24-битовая адресация, для совместимости с ПО, написанным для Cray-1 и более старших моделей Cray X-MP. На этих машинах была достигнута пиковая производительность 942 Мфлопс.

## Подсистема ввода-вывода

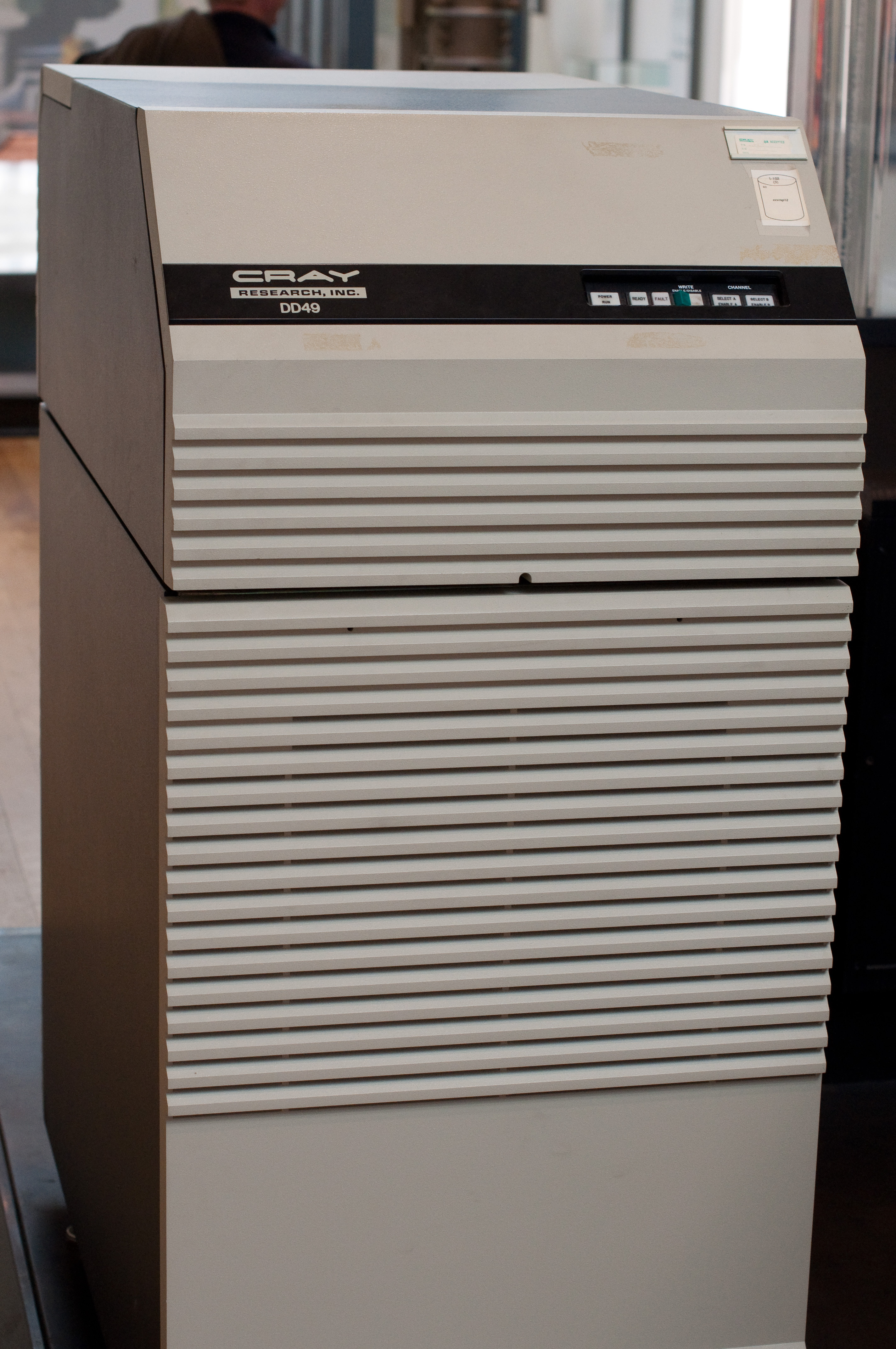
Дисковый накопитель DD-49

В неё входили от 2 до 4 специализированных процессоров ввода-вывода с количеством дисковых накопителей от 2 до 32. Использовались накопители моделей DD-39 и DD-49 производства компании Айбис (Ibis) с форматированной ёмкостью 1,2 гигабайт и скоростью обмена до 13,3 Мб/с (5,9 Мб/с, 9,8 Мб/с фрагментированный/нефрагментированный). Опционально предлагались накопители ёмкостью 256, 512, 1024 Мб со скоростью обмена от 100 до 1000 Мб/с в каждом канале.

## Стоимость
В 1984 году стоимость 1984 X-MP/48 составляла около 15 миллионов долларов США, не считая стоимости накопителей на жестких дисках. В 1984 году фирма Bell Labs заказала Cray X-MP/24 за 10,5 млн долларов, дополнительно уплатив 1 млн долларов за 8 накопителей DD-49, причём, за сдаваемый в аренду имеющейся у Bell Labs компьютер Cray-1 она получила 1,5 млн долларов.

## Преемники и клоны
- Cray Y-MP — дальнейшее развитие направления многопроцессорных векторных систем.
- Архитектура Cray X-MP была воспроизведена компанией Supertek Computers на СБИС технологии КМОП в мини-суперкомпьютере S-1. После того, как компания Cray Research приобрела компанию Supertek в 1990 году, компьютер S-1 выпускался под названием Cray XMS и далее развивался в линейке Cray Y-MP EL, Cray EL90, Cray J90.
- Японские компании Hitachi, Fujitsu и NEC, вдохновлённые успехом Cray X-MP, в начале 1980-х годов стали создавать свои параллельные векторные суперкомпьютеры, программно совместимые с Cray X-MP[5].

## В популярной культуре
- В романе Майкла Крайтона «Парк Юрского периода» (1990 г.) упоминается, что в лаборатории парка используются три суперкомпьютера Cray X-MP[6], однако, в фильме «Парк юрского периода», который вышел на экраны в 1993 году, в качестве управляющих суперкомпьютеров сняты машины изготовления другой фирмы — CM-5.

## Фотографии Cray X-MP

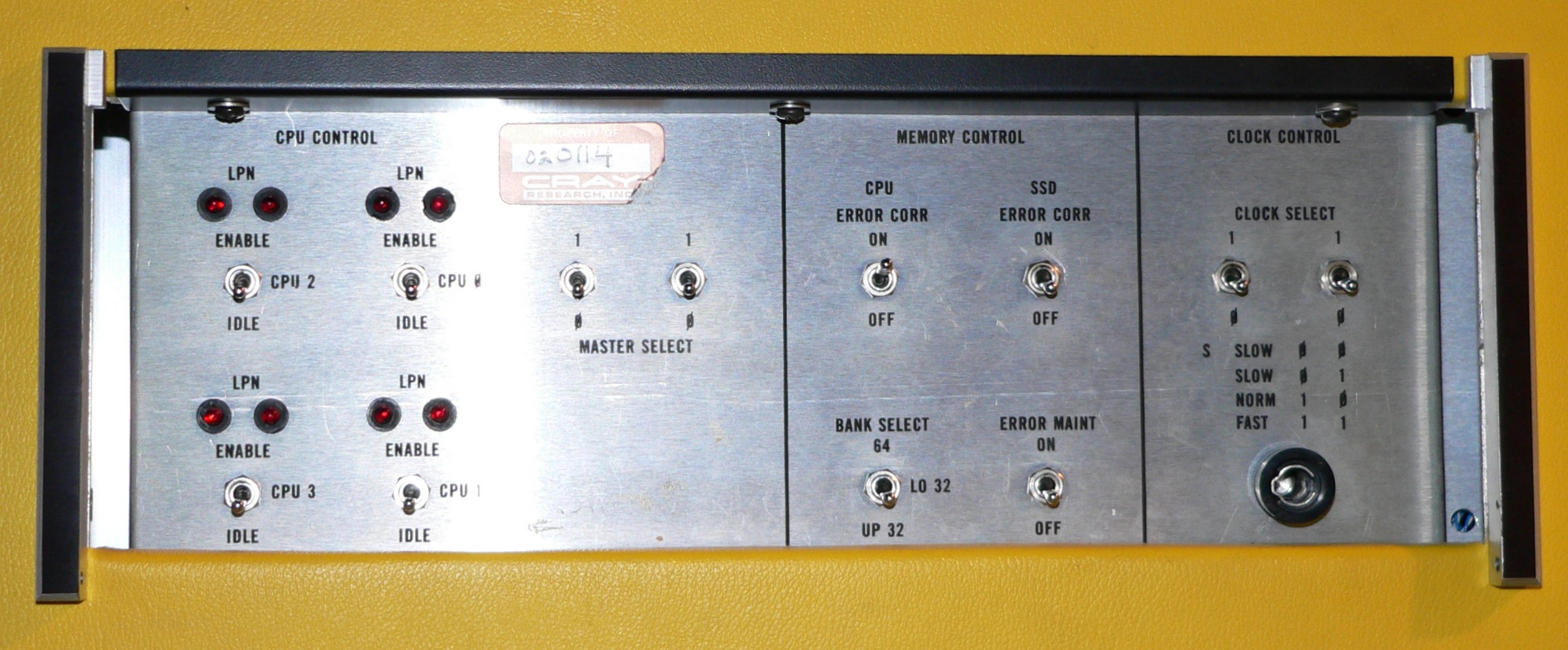
Панель управления Cray X-MP/48
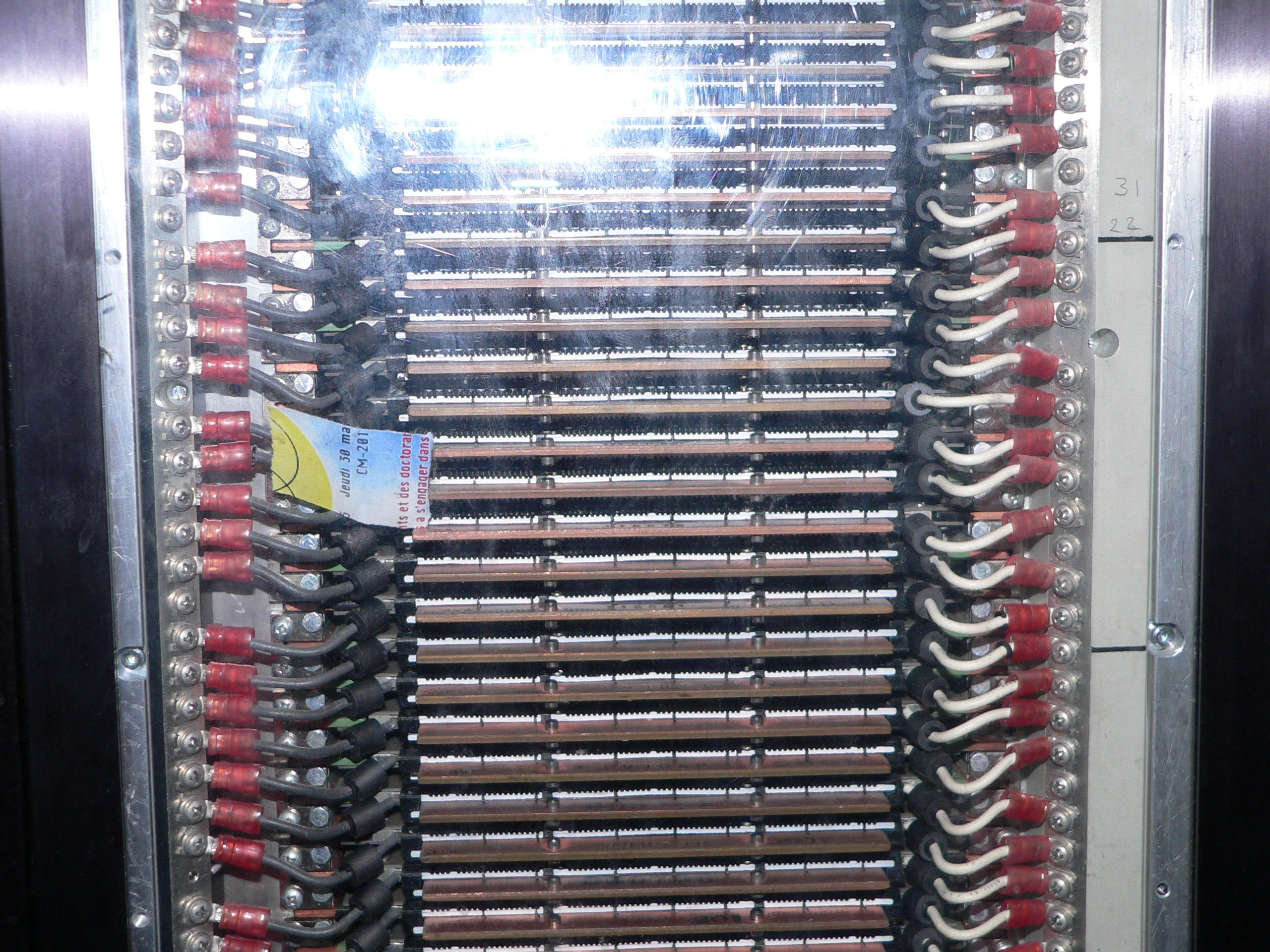
Коммутация плат Cray X-MP/48
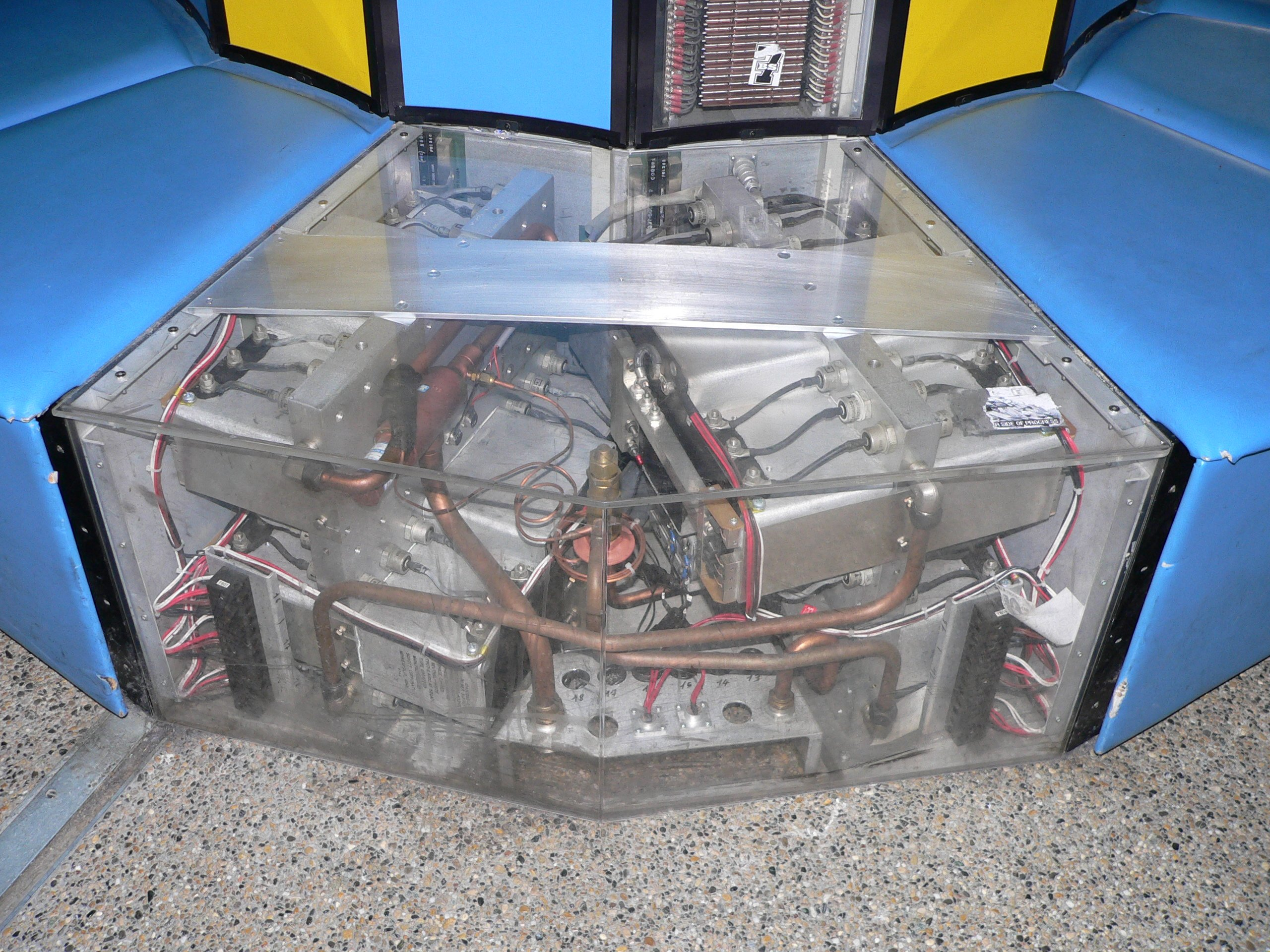
Источник питания Cray X-MP/48
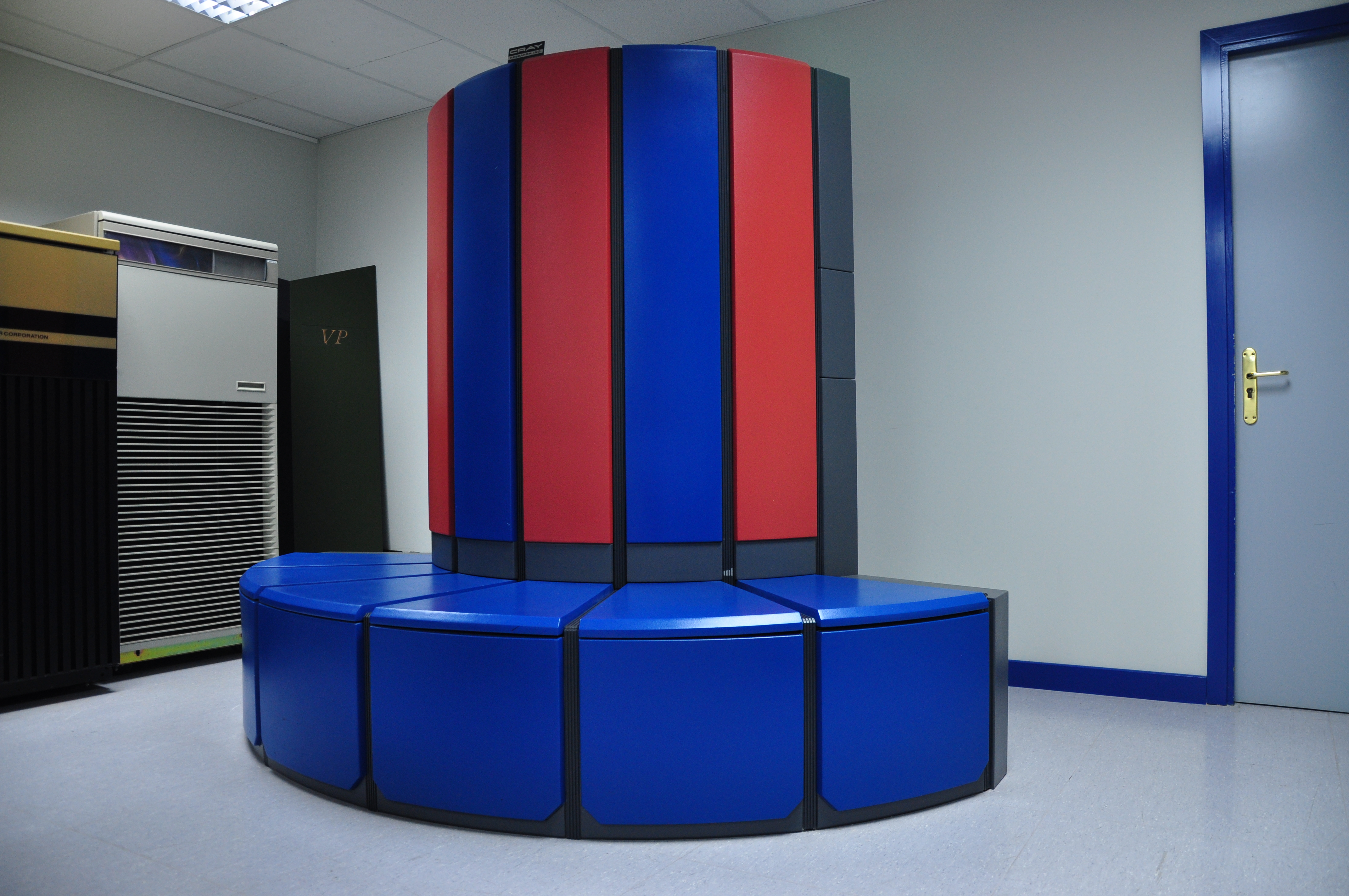
Cray X-MP/24 в Центре суперкомпьютеров в Барселоне
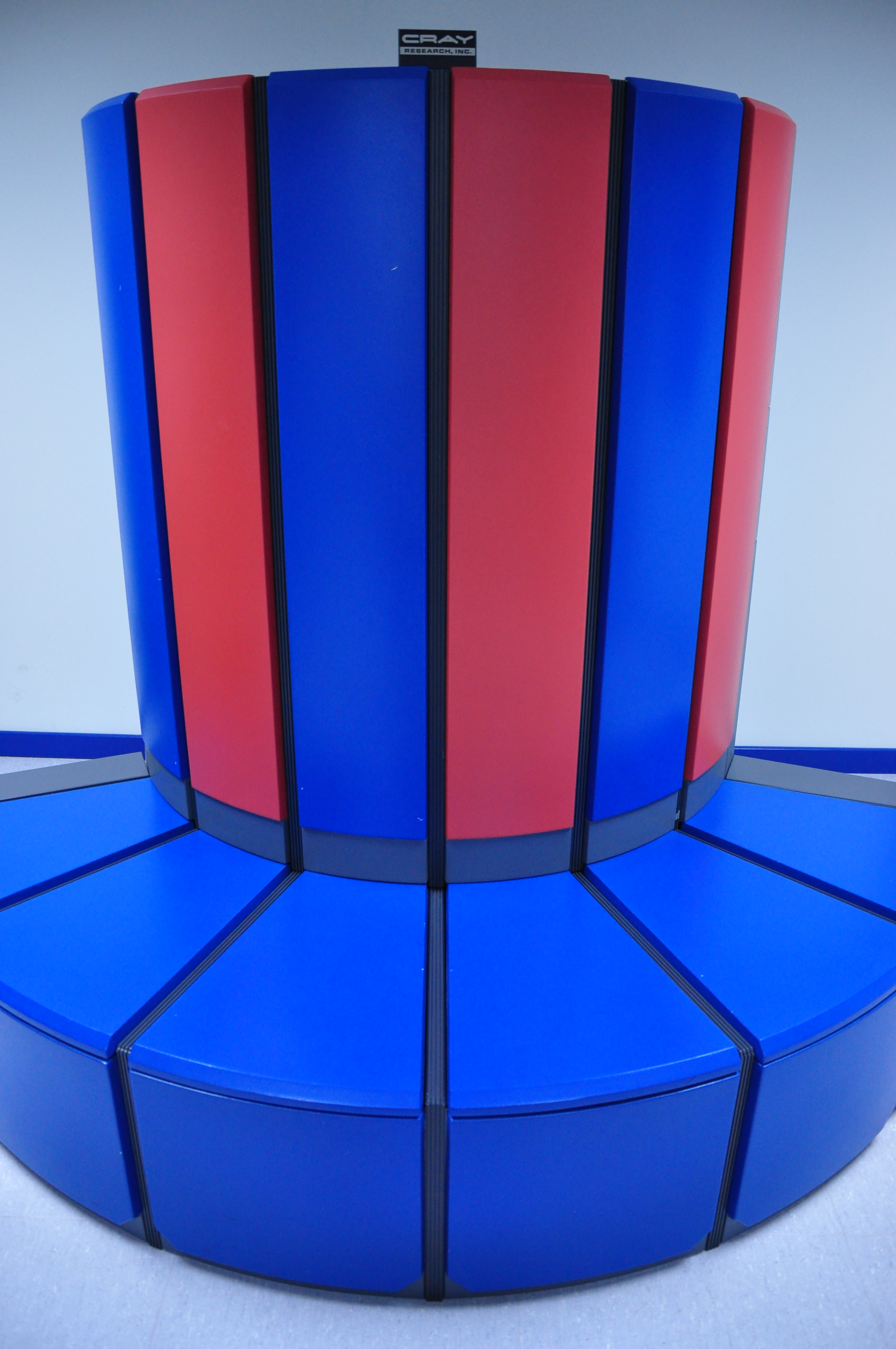
Cray X-MP/24 в Центре суперкомпьютеров в Барселоне
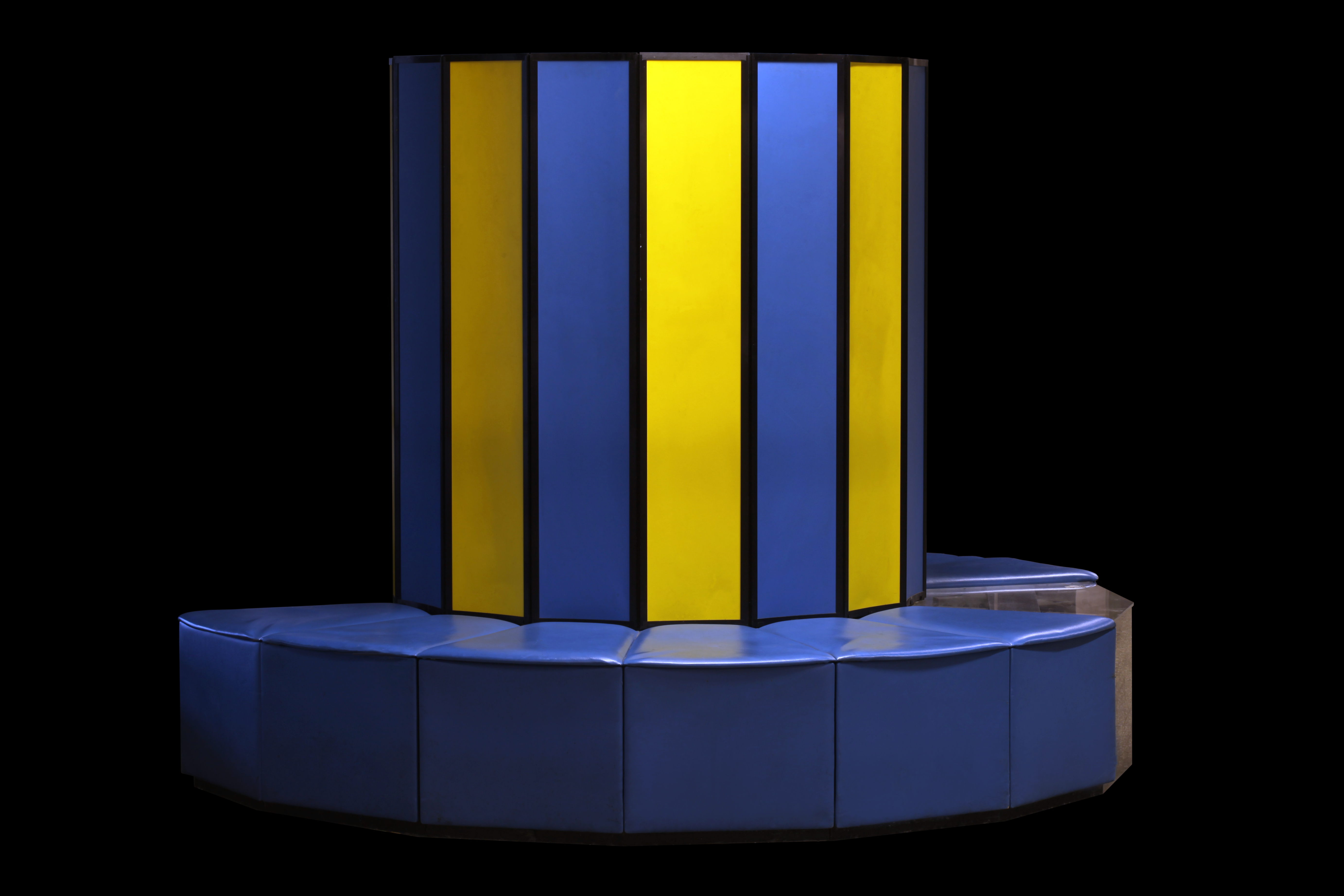
Cray X-MP/48 из ЦЕРН, хранящийся в Федеральной политехнической школе Лозанны в Швейцарии
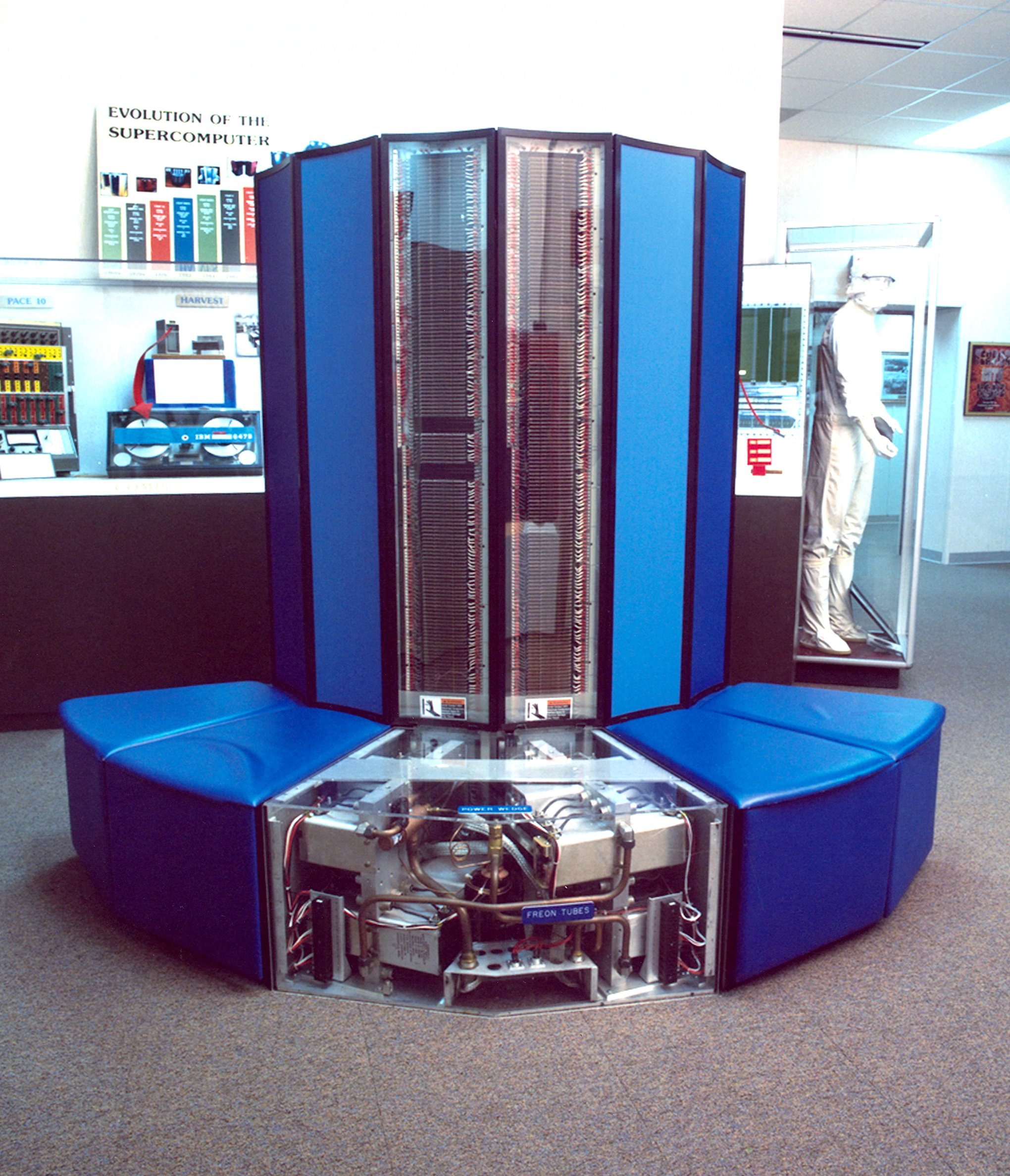
Cray X-MP/24 (серийный номер 115, использовавшийся в АНБ) в Национальном музее криптографии